# Lima (Illinois)
Pour les articles homonymes, voir Lima (homonymie).
Lima est un village du comté d'Adams dans l'Illinois, aux États-Unis,. Il est fondé en 1833 et incorporé le 4 avril 1887.

## Démographie
Lors du recensement de 2010, le village comptait une population de 163 habitants. Elle est estimée, en 2016, à 159 habitants.

## Source de la traduction
- (en) Cet article est partiellement ou en totalité issu de l’article de Wikipédia en anglais intitulé « Lima, Illinois » (voir la liste des auteurs).